# Душин Ігор Леонідович
Ігор Леонідович Душин (нар. 7 липня 1961, м. Харків) — український політик.

## Освіта
Освіта вища, у 1983 р. закінчив Харківський державний університет, радіофізичний факультет, інженер-радіофізик. Додаткову фахову освіту отримував в Харківському юридичному інституті, на економічному факультеті Харківського держуніверситету та в Харківському інституті інженерів міського господарства. Стажувався в США та Німеччині з питань міського управління.

## Трудова діяльність
1983–1985 — інженер відділення астрономії Інституту радіофізики та електроніки АНУ.
1985–1986 — інструктор Ленінського РК ЛКСМУ м. Харкова.
1986–1987 — інструктор Харківського МК ЛКСМУ.
1987–1989 — заступник директора Харківського центру науково-технічної творчості молоді «Практика».
1989–1991 — голова Спілки науково-технічних і виробничих кооперативів.
1991–1993 — директор комплексної науково-технічної бази «Гелій» Харківського центру Українського відділення Всесвітньої лабораторії.
Березень — червень 1993 — президент Фонду відродження та розвитку м. Харкова.
Червень — вересень 1993 — президент ТОВ "Інноваційно-консультативне товариство «Душин і Ко».
Вересень — грудень 1993 — голова правління АТ «Українські інформаційні системи».
Грудень 1993–1994 — президент Фонду відродження та розвитку м. Харкова.
У 1994–1998 роках працював керівником секретаріату радника Президента України з питань регіональної політики, головним консультантом групи забезпечення діяльності помічників, радників, наукових консультантів, консультантів і референтів Адміністрації Президента України.
1998–1999 — науковий консультант Благодійного фонду «Співдружність».
1999–2000 — директор Центру ділового співробітництва при Фонді сприяння місцевому самоврядуванню України, м. Київ.
З 2000 — директор з питань розвитку ТОВ «Українські комунікації».

## Політична активність
Був членом партії Міжрегіональний блок реформ, входив до контрольно-ревізійної комісії партії. Пізніше вступив до Ліберально-демократичної партії України, з 2000 до 2012 року був її головою.
У квітні 2002 року був кандидатом в народні депутати України від блоку «Команда озимого покоління».
Балотувався на виборах президента 2004 року. Висунутий Ліберально-демократичною партією України. У першому турі набрав 0,03 % голосів виборців.